# Бюрбе, Саая Манмырович
Саая Манмырович Бюрбе (род. 5 декабря 1924 года) — композитор, заслуженный работник культуры Тувинской АССР, Заслуженный работник культуры Российской Федерации (2005), председатель Союза композиторов Республики Тыва, ветеран труда.

## Биография
Родился в аратской семье Манмыра Менгитиевича и Оруспай Уртанаевны. Грамоте его обучал старший брат.
В 1945 году поступил в Кызылское торговое училище, которое успешно закончил в 1946 году. Работал в Мугур-Аксы (1946—1950) в должности старшего бухгалтера Монгун-Тайгинского районо. С 1950 по 1953 годы учился в Минусинском культурно-просветительском училище по классу композиции у С. И. Вольфензена и Г. И. Уствольской. Во время учёбы написал пьесу для скрипки «Воспоминание о Туве», квартет для струнных инструментов. Окончив училище, работал заведующим отделом при областном Доме народного творчества. В 1964—1966 годы проходил стажировку на теоретико-композиторском факультете Московской государственной консерватории имени П. И. Чайковского (класс профессора А.Николаева).
В 1967 году вышел сборник песен, в который вошли произведения Р.Кенденбиля, С.Бюрбе, К.Бегзи. В 2003 году вышел сборник «Челээштелген Тывам». Саая Манмырович — автор более 200 песен, трёх симфонических поэм, трёх сюит, семь фортепианных пьес, концерта для виолончели с оркестром «Чыраа-Бора», оперы «Чечек».
Он был председателем правления хорового общества Тувинской АССР (1958—1985), старшим инспектором Министерства культуры Тувинской АССР, председателем правления Тувинского регионального отделения Союза композиторов РФ (1995—1996), преподавателем по классу тувинских инструментов Кызылского училища искусств (1993—1995), заведующим отделом музыкального образования ИРПО (1995—2002). Член жюри многих республиканских фестивалей и конкурсов, делегат VII съезда композиторов России, журналист газет: «Шын», и «Тыва республика»., активный участник культурных акций, творческих курс, автор методических пособий: «Хрестоматия по музыке для общеобразовательных школ», «Пособие по обучению детей игре на национальных инструментах».

## Награды и звания
- Медаль «За победу над Германией в Великой Отечественной войне 1941—1945 гг.» 1946 г.;
- Медаль «За доблестный труд в Великой Отечественной войне 1941—1945 гг.» 1947 г.;
- медаль «50 лет Победы в Великой Отечественной войне» 1995 г.;
- заслуженный работник культуры Тувинской АССР;
- заслуженный работник культуры Российской Федерации 2005 г.

## Сочинения
- первые музыкальные сочинения: детские песни «Авай» («Мама», сл. С. Сюрюн-оола) и «Кузел» («Мечта», сл. Ф. Кара-оола);
- опера «Чечек» на сюжет С. Пюрбю;
- песня «Айлан-кужум»;
- песня «Дамчыт салгын»;
- «Бедик даглыг мээн чуртум»;
- Сарлык оглу;
- Шилги бызаам;
- Хадынчыгаш;
- Чечектерим и другие.

## Примечание
1. ↑  Карелина, Е. К., Бадыраа, С.И, Саая Манмырович Бюрбе / Е. К. Карелина, С. И. Бадыраа // Композиторы Тувы : биобиблиогр.указ. — Кызыл, 2007. — С.33
2. ↑  В Туве прощаются с «солнечным» композитором Саая Бюрбе " Тува-Онлайн. Дата обращения: 30 ноября 2017. Архивировано 19 марта 2018 года.
3. ↑  Солнечная личность (к 85-летию Саая Бюрбе) Tuva.Asia. Дата обращения: 30 ноября 2017. Архивировано 13 сентября 2018 года.